# Quadricellaria bocki
Quadricellaria bocki är en mossdjursart som först beskrevs av Silén 1941.  Quadricellaria bocki ingår i släktet Quadricellaria och familjen Quadricellariidae. Inga underarter finns listade i Catalogue of Life.